# ادی بو
ادی بو (انگلیسی: Eddie Bo؛ ۲۰ سپتامبر ۱۹۳۰ – ۱۸ مارس ۲۰۰۹) یک موسیقی‌دان اهل ایالات متحده آمریکا بود. وی بین سال‌های ۱۹۵۵ تا ۲۰۰۹ میلادی فعالیت می‌کرد.